# Tâm thất
Tâm thất là một trong hai buồng tim lớn hướng về đáy tim, thu nhận và đẩy máu từ tâm nhĩ ra ngoại vi và phổi. Tâm nhĩ (buồng tim nằm trên, nhỏ hơn tâm thất) cung cấp máu cho tâm thất.
Trong tim bốn buồng, như ở người, có hai tâm thất tạo  thành hai hệ tuần hoàn: tâm thất phải bơm máu vào tuần hoàn phổi để đến phổi và tâm thất trái bơm máu vào tuần hoàn hệ thống qua động mạch chủ.
Thuật nghĩ "liên thất" có nghĩa là giữa hai tâm thất (ví dụ như vách liên thất), còn "tại thất" nghĩa là trong một tâm thất (ví dụ block tại thất).

## Cấu trúc

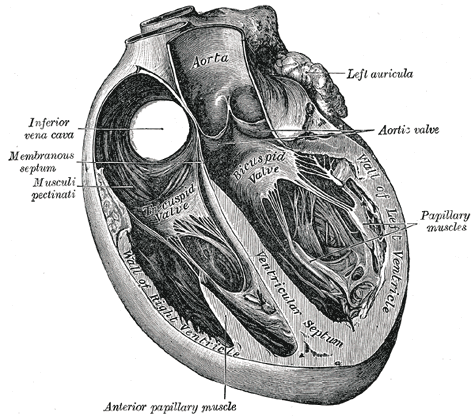
Mặt cắt tim cho thấy tâm thất và vách liên thất

Hai tâm thất có thành dày hơn tâm nhĩ và tạo ra huyết áp cao hơn. Gánh nặng sinh lý lên tâm thất để bơm máu ra toàn cơ thể và phổi lớn hơn nhiều so với áp lực tạo ra bởi tâm nhĩ để đổ đầy máu vào tâm thất. Ngoài ra, tâm thất trái có thành dày hơn tâm thất phải do nó cần bơm máu đến gần như toàn cơ thể còn tâm thất phải chỉ cần bơm máu đến phổi.
Thành trong của tâm thất có các bó cơ không đều gọi là các bè cơ che phủ mặt trong toàn bộ tâm thất ngoại trừ phễu động mạch phổi ở tâm thất phải. Có ba loại cơ: các gờ, các cầu và cột cơ (cơ nhú). Loại cơ thứ ba, cơ nhú có các đỉnh cho thừng gân bám vào mép van ba lá và van hai lá.
Ước lượng trên cộng hưởng từ tâm thất trái có trọng lượng khoảng 143 g ± 38,4 g, từ 87–224 g.